# Kenzó Takada
Kenzó Takada (japonsky 高田 賢三 Takada Kenzó; 27. února 1939 Himedži, Hjógo, Japonsko – 4. října 2020 Neuilly-sur-Seine, Francie) byl japonský módní návrhář působící v Paříži, známý mimo jiné odvážnými modely vycházejícími z tradičního japonského kimona. Své jméno Kenzo použil jako svou obchodní značku v oblasti módního průmyslu.

## Život
Narodil se 27. února 1939 v prefektuře Hjógo na ostrově Honšú jako jeden ze sedmi dětí. Od dětství se zajímal o módu, i proti vůli svých rodičů. V roce 1958 začal studovat na renomované módní škole Bunka Fashion College v Tokiu.
Od roku 1965 žil v Paříži, kde již v roce 1970 výrazně zaujal svou první módní přehlídkou. Časopis o módě Elle otiskl jeden z modelů z této přehlídky na titulní straně. Po tomto prvním ohlasu následovaly další úspěchy. V roce 1971 vystavoval své kolekce také v New Yorku a Japonsku. Jeho přehlídka v roce 1972 vyvolala takovou tlačenici, že musela být přerušena. Kenzó v té době obdržel cenu Fashion Editor Club of Japan. Svůj smysl pro dramatická vystoupení ukázal Kenzó v roce 1978 a 1979, když svou přehlídku uspořádal v cirkusovém stanu, kde krasojezdkyně jezdily v průhledných uniformách a Kenzó sám při finále vjel do manéže na slonu.
V roce 1983 rozšířil Kenzó svůj zájem i na pánskou módu. V roce 1984 jej francouzský ministr kultury Jack Lang jmenoval rytířem Řádu umění a literatury. Od roku 1988 se pod značkou Kenzo začal prodávat také dámský parfém. V roce 1991 byl uveden na trh první parfém pro muže (Kenzo pour Homme).
V roce 1993 prodal značka Kenzo francouzskému koncernu LVMH, zastřešujícímu mimo jiné značky Louis Vuitton či Christian Dior. Na přelomu století ukončil aktivní kariéru návrháře. Zemřel 4. října 2020 v nemocnici v Neuilly-sur-Seine nedaleko Paříže na následky onemocnění covid-19.